# Virgil Caraivan
Virgil Caraivan (n. 7 februarie 1879, Șuletea, județul Fălciu – d. 1966, București) a fost un prozator român.

## Biografie
„Povestitorul Virgil Caraivan s-a născut în satul Șuletea, județul Fălciu, la 7 februarie 1879. Școala primară a urmat-o în satul natal unde a avut învățător pe decedatul său părinte Neculai Caraivan, fost dascăl timp de 30 de ani în susnumitul sat. A terminat apoi gimnaziul real „M. Kogălniceanu” din Bârlad, completând liceul în Piatra Neamț în anul 1900. În toamna aceluiași an s-a dus în București și s-a înscris la Universitate, urmând dreptul și filologia. Acolo în seminarul de psihologie al domnului profesor C. Rădulescu-Motru a prezentat prima sa lucrare intitulată „Ritul muncii în poeziile populare,”care s-a publicat în „Noua revistă Română” din iulie 1901 – date luate de Micu Delabăsești din „Calendarul Literar și artistic pe 1909”.
În anul 1903, ajutat de câțiva prieteni, scoate ziarul studențesc „Tribuna”. Cu începere din noiembrie 1904 colaborează la revista „Semănătorul” de sub direcția profesorului Nicolae Iorga, sub îndrumarea căruia a lucrat cel mai mult timp, fiindu-i un colaborator dintre cei mai devotați. Apoi contribuie deseori cu bucăți literare la revistele „Floarea Darurilor”, „Neamul Românesc”, „Luceafărul” din Ardeal, precum și la mai toate ziarele și revistele din Capitală, din acel timp, luând, de asemenea, parte la toate mișcările culturale care au pregătit sufletul românesc pentru marele proces la care am asistat în timpul din urmă.
Din revista „Răzeșul” numărul unu, p. 38, vedem că Societatea Scriitorilor Români, înființată în 1908, s-a făcut mai mult prin străduința sa.
Și-a tipărit primul volum de povești și snoave intitulat „La șezătoare” în editura „Minerva” în anul 1907, având în fruntea volumului o prefață semnată Nicolae Iorga. Au urmat apoi volumele: „Movila Roșie”(povestiri, schițe, amintiri); „La gura sobei” (povești și snoave), „Povești de pretutindeni” (traduceri din folclorul lumii); „Basme și legende streine”(traduceri din folclorul lumii); „Domnița Ilina” (povești); „O noapte de mai” – traducere din N.Gogol; Alte volume în bibliotecile de popularizare ca: Povești, snoave, Aliman Voinicul (poveste), Povești franceze (traduceri), Povești corsicane (traduceri), Bătălia de la Mărășești (povestire eroic-națională).
În 1926 scoate revista „Răzeșul”, unică în felul ei, care după un an de existență a trebuit să-și înceteze apariția, cauzând mari pierderi materiale directorului ei.
Acum scoate o revistă de specialitate istorică intitulată „Documente Răzășești”.
Marea și importanta publicație franceză „Annuaire General des Lettres”, care apare la Paris – rue de Minomesnil 7, în ediția din 1932, între marii scriitori ai lumii îl citează și pe povestitorul Virgil Caraivan. De o asemenea cinste se bucură și poetul G. Tutoveanu – un confrate în ale scrisului al povestitorului nostru.
Credem că este de datoria noastră de a aminti că a fost unul din ofițerii de rezervă care și-a făcut în mod strălucit datoria în marele război, fiind rănit, decorat și avansat. Suntem în drept să sperăm că grație unor împrejurări mai fericite – poate reapare din nou revista culturală „Răzeșul”, a cărei operă a fost împiedecată de lipsa mijloacelor materiale”. (G. Micu Delabăsești, din „Glasul nostru”, nr. 20-22, 15 septembrie –15 octombrie 1932, foaie culturală cu informații și îndrumări pentru popor, comuna Băsești, județul Fălciu).
După absolvirea școlii primare în comuna natală, urmează cursurile Gimnaziului “Manolache Costache Epureanu” și ale Liceului “Gh. Roșca Codreanu”, pe care le absolvă în 1897, iar cursul superior liceal la Liceul “Petru Rareș“ din Piatra Neamț ( absolvent în 1900 ).
Student al Facultății de Drept și al Facultății de Litere și Filosofie din București, din 1901.
Debutul literar la “Noua Revistă Română” ( 1901 ).
Împreună cu câțiva prieteni studenți scoate revista “Tribuna” ( 1903 – 1904 ), apoi devine ziarist profesionist, colaborând la “Semănătorul” lui N. Iorga ( 1904 ). Membru fondator ( 1909 ) al “Societății Scriitorilor Români”, al cărei membru și casier a fost ( 1910 ). S-a retras ca animator cultural în Bârlad și la Șuletea. Scoate revista “Răzeșul” ( 1926 ), înființează Asociația Studenților Creștini Tutoveni “Al. Vlahuță”, din Bârlad, precum și Societatea Culturală “Iuliu A. Zanne”, la Băsești ( Viișoara ) , cu ziarul “Glasul Nostru”.
În 1932 scoate revista “Documente răzășești”, iar în Peicani ( Fălciu ) organizează Societatea Culturală “Virgil Caraivan” ( 1933 ).
A efectuat săpături arheologice, a activat în cadrul Academiei Bârlădene, a colaborat la multe reviste și ziare din țară, bucurându-se de prietenia celor mai de seamă scriitori români ai timpului. A scris nuvele, povești, traduceri, scrisori, cugetări, articole și cronici. S-a stins din viața în 1966, în București, lăsând 18 volume și sute de articole.

## Volume
- La șezătoare. Povești și snoave, cu o prefață de N. Iorga, Ed. Minerva, 1907
- O noapte de Mai, traducere din N. Gogol, Biblioteca pentru toți nr. 317[necesită citare]
- Povești, Biblioteca pentru toți nr. 365[necesită citare]
- Domnița Ilina, Biblioteca Minerva nr. 63, 1909
- Povești de pretutindeni, traducere din folclorul lumii, un volum splendidilustrat de pictorul Stoica, Ed. Socec 1908
- Povești franceze, traduceri, Biblioteca populară socec nr. 78
- Snoave, Biblioteca pentru toți nr. 625[necesită citare]
- Povești corsicane,traduceri, Biblioteca populară Socec nr. 96, 1910
- Basme și legende străine, traduceri din folclorul lumii, Ed. Tipografiei Neamul Românesc, 1911
- O delegatie de razesi în Capitala sau Istoricul unui sat moldovenesc, Bucuresti, Tipografia" Vocea Poporului" Alexandru Agapie, 1911
- Movila Roșie. Povestiri, schițe și amintiri, Bârlad, Tipografia Nouă Toricelli Slobozeanu, 1913
- Alioman Voinicul, Biblioteca pentru toți nr. 752[necesită citare]
- La gura sobei, 1924
- Bătălia de la Mărășești,  Bârlad, Atelierele Grafice N. Peiu, 1929
- Memoriu de activitatea ostășească în războiul de întregire, 1916-1918, Bârlad, Atelierele Grafice N. Peiu, 1934
- Inginerul Tiberiu Eremie, amintitri, Bârlad, Atelierele Grafice N. Peiu, 1939
- Când a fost întemeiata Societatea Scriitorilor Români, Bârlad, Atelierele Grafice N. Peiu, 1939